# 長福寺 (神戸市兵庫区)
長福寺（ちょうふくじ）は兵庫県神戸市兵庫区熊野町にある浄土宗知恩院派の仏教寺院。

## 歴史
寛文7年（1630年）伝求上人の開基。
当寺のある夢野は『摂津風土記』の逸文や『日本書紀』に見える禁野（イミノ）で、殺生禁断の場所とされている。
仁徳天皇の時代より、この地の氷室から水を高津の宮へ運んだと、〝夢野の氷室″に語り伝えられている。
平安後期には上野（現在の烏原）願成寺に法然上人の弟子住蓮坊が住まい、土他の人びとに阿弥陀信仰を説き、多くの信者をあつめていた。
さらに念仏行者の徳本上人が再三この地を訪ずれて仏教信仰を説いたため、一寺建立へとつながった。
この鵯越は有名な源平の古戦場で、平教経の陣所はこの近辺であったとされ、夢野の清水はその陣場の井戸であったという。
札所本尊は千手観世音菩薩

## 境内
- 「六字名号塔」　徳本上人の筆蹟による。
- 行暮地蔵尊　もと鵯越道の上り口と古道越との四ツ辻にあり、石くれ地蔵と呼ばれ、小石をもって詣る。

## 交通アクセス
- 神戸電鉄有馬線長田駅より、東に徒歩12分。